# NGC 7019
NGC 7019 is een balkspiraalstelsel in het sterrenbeeld Steenbok. Het hemelobject werd in 1886 ontdekt door de Amerikaanse astronoom Francis Preserved Leavenworth.

## See 439 (24 Capricorni)
Vanaf de aarde gezien bevindt het sterrenstelsel NGC 7019 zich iets meer dan een halve graad ten noordnoordwesten van de dubbelster See 439 (24 Capricorni). Amateurastronomen kunnen deze dubbelster aanwenden als gidsster om op zoek te gaan naar NGC 7019.

## Synoniemen
- ESO 529-22
- AM 2103-243
- IRAS 21035-2436
- PGC 66107